# アントン・フリードリヒ・ユストゥス・ティボー

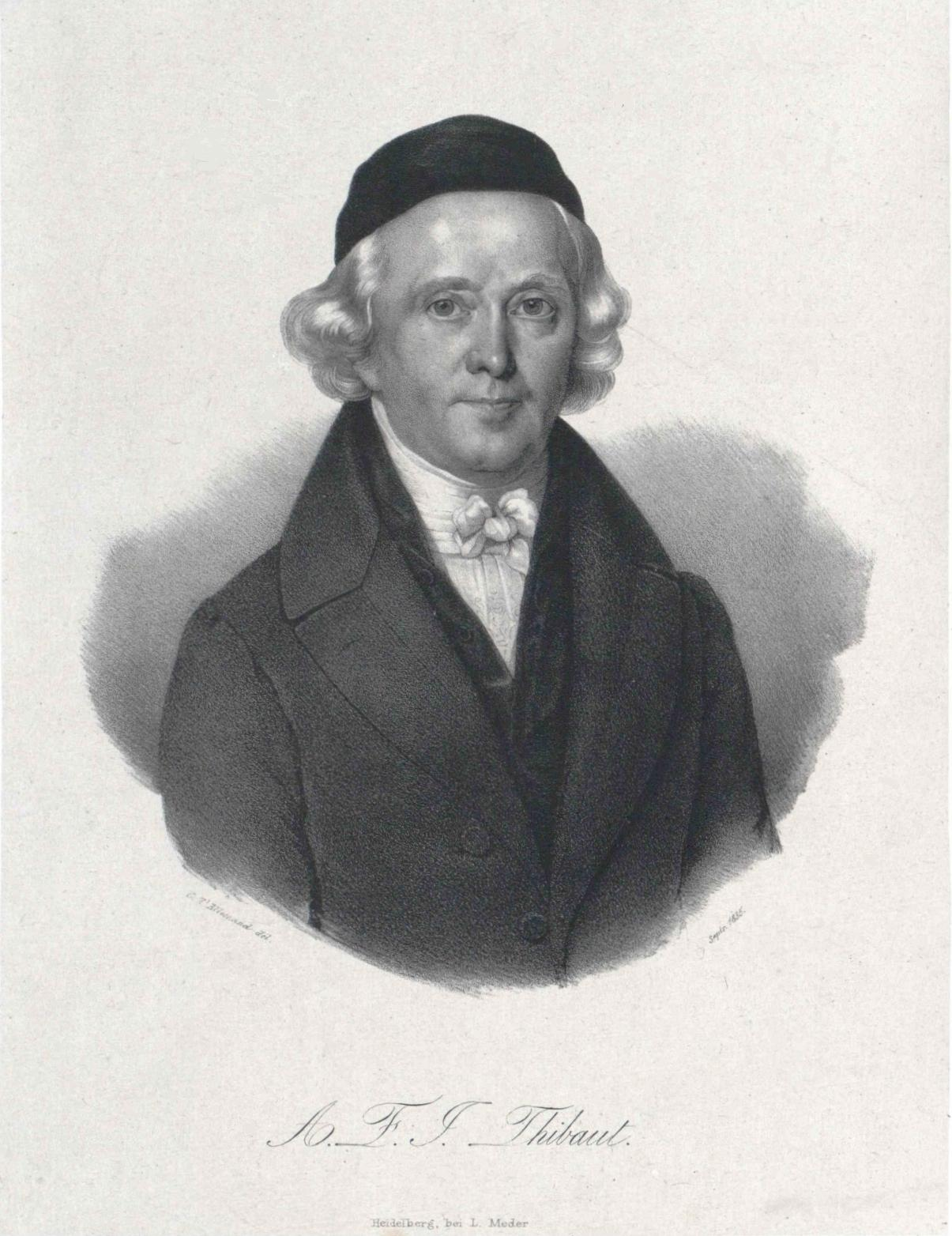
アントン・フリードリヒ・ユストゥス・ティボー

アントン・フリードリヒ・ユストゥス・ティボー（Anton Friedrich Justus Thibaut, 1772年1月4日 - 1840年3月28日）は、18世紀のドイツの法律学者・音楽家。フリードリヒ・カール・フォン・サヴィニーとの法典論争は著名である。

## 経歴
ブラウンシュヴァイク＝リューネブルク公国のハーメルンの出身。1792年にゲッティンゲン大学で法学を専攻し、翌年にケーニヒスベルク大学、さらに次の年にはキール大学に移った。ケーニヒスベルク時代にはイマヌエル・カントの講義を取っていたという。1796年にキール大学で学位を授与されて教授資格を得る。2年後にローマ法員外教授、1801年にはローマ法正教授となる。1802年にイェーナ大学に移り、ヨハン・ヴォルフガング・フォン・ゲーテ、フリードリヒ・フォン・シラー、ヨハン・ハインリッヒ・フォスらと親交を結ぶ。1803年に書かれた『パンデクテン法の仕組』(System des Pandektenrechts) はローマ法の基本書として重んじられた。1806年にはハイデルベルク大学に招聘され、以後の生涯の活動の舞台となった。
1814年、『統一的ドイツ一般民法典の必要性について』(Über die Nothwendigkeit eines allgemeinen bürgerlichen Rechts für Deutschland) を著して、フランス民法典を模範として全ドイツ的な法典を制定すべきであると論じた。これに対して歴史法学者のフリードリヒ・カール・フォン・サヴィニーは時期尚早論を唱え、著名な法典論争が開始された。ティボーはサヴィニーら歴史法学者が法を民族精神と歴史の発露と考えるのを批判して、法は時代や場所などあらゆる事情如何を超越するもので民事法は「単に一種の法律的数学」として、歴史法学者の主張は伝統墨守に拘る「法の怠情」と捉えた。また、サヴィニーの背景に神聖ローマ帝国の領邦国家制を理想化して革命を恐れる恐怖心があるとみなしていた。だが、サヴィニーの反対論文が歴史法学派を勢いづかせ、なおかつ当時のドイツにおける割拠状態のままでの統一的な法典編纂に対する懐疑からサヴィニーの勝利に終わった。
それでも、ティボーの名声は衰えなかった。1826年に枢密顧問官に任ぜられ、基本書はサヴィニーの著作と並んで重要視された。自然的合理主義や保守的経験主義（歴史法学）には強く反対し、理性的啓蒙主義を掲げた。今日の民法の錯誤理論の基礎を築いた先駆的存在でもある。また、教会音楽の研究家として知られ、『Über die Reinheit der Tonkunst』という音楽に関する著作も残している。彼は「法律学は我が事業、音楽の場は我が神殿」と述べたとされている。彼の創設した楽団 "Singverein" はハイデルベルクを代表する楽団となった。